# Книга утраченных сказаний
«Книга утраченных сказаний» (англ. The Book of Lost Tales) — первые два тома 12-томной «Истории Средиземья» Кристофера Толкина, представляющие собой сборник ранних произведений его отца — Дж. Р. Р. Толкина, в котором представляются и анализируются рукописи, представляющие собой наиболее ранние варианты сложных искусственных мифов, позже вошедших в состав «Сильмариллиона». Каждое из сказаний сопровождается заметками и детальными комментариями Кристофера Толкина.

## Особенности
Несмотря на то, что сказания передают в целом ту же историю, они существенно отличаются от «Сильмариллиона». Во-первых, сказания более сложны и детализированы, написаны в архаичном стиле и включают множество устаревших слов и выражений. Во-вторых, взаимодействие различных эльфийских народов кардинально отличается от описываемого в «Сильмариллионе»: изгнанные «нолдоли» (или «гномы», нолдор более поздних историй) гораздо раньше терпят сокрушительное поражение и становятся рабами врага, которого они так стремились наказать; причина того, что Тингол испытывает презрение к Берену, — это то, что он «гном» (а не смертный человек) и, следовательно, раб Мэлько (Мелькора) и т. д.
Хотя многие имена и названия в книге совпадают или близки к использованным в более поздних версиях, некоторые из них совершенно не похожи на свои окончательные формы. Дж. Р. Р. Толкин довольно часто менял их, иногда используя несколько новых вариантов (в свою очередь отвергнутых) в одной и той же рукописи. В заблуждение может вводить то, что название, использованное для одного, позднее использовалось для совершенно другого, а первоначальное использование отвергалось. К примеру, народ эльфов, называемый телери в «Книге утраченных сказаний» — не то же самое, что в «Сильмариллионе» (см. телери). Изначальное использование слова «телери» постепенно менялось, пока имя не превратилось в «ваниар», в то время как эльфийский народ солосимпи унаследовал название «телери».
Общий сюжет книги заключается в том, что смертный человек посещает остров Тол Эрессеа, где живут эльфы. В более ранних версиях «Утраченных сказаний» этого человека зовут Эриол (имя неизвестного североевропейского происхождения), в более поздних версиях его зовут Эльфвин (англ. Ælfwine — др.-англ. «друг эльфа») и он англичанин, живущий в Средние века.
В книге можно заметить гораздо больше изменений, она не всегда непротиворечива, частично из-за того, что даже в процессе её написания Толкин начинал переписывать более ранние фрагменты, поскольку его воззрения на мир менялись. Сказания в итоге были оставлены недописанными, но позже были воскрешены как часть «Набросков мифологии», который стал «Сильмариллионом».
Для публикации книгу разбили на два тома: «Книга утраченных сказаний», том 1 (1983) и «Книга утраченных сказаний», том 2 (1984), но данное разделение было сделано исключительно по предложению редакции. Оба тома вместе можно разделить на несколько «утраченных сказаний».

## Книга 1
1. «Домик утраченной игры» (англ. The Cottage of Lost Play) — основополагающая для сюжета история
2. «Музыка Айнур» (англ. The Music of the Ainur) — первая версия того, что впоследствии стало Айнулиндалэ
3. «Пришествие Валар и строительство Валинора» (англ. The Coming of the Valar and the Building of Valinor) — впоследствии «Валаквента» и первые главы «Квенты Сильмариллион»
4. «Оковы Мэлько» (англ. The Chaining of Melko) (Мэлько — более ранний вариант имени Мелькора)
5. «Пришествие эльфов и возведение Кора» (англ. The Coming of the Elves and the Making of Kôr) — это более поздний Тирион и холм Туна, на котором он построен)
6. «Воровство Мэлько и затмение Валинора» (англ. The Theft of Melko and the Darkening of Valinor)
7. «Бегство нолдоли» (англ. The Flight of the Noldoli) (нолдоли — эльфы, позже называвшиеся нолдор)
8. «Сказание о Солнце и Луне» (англ. The Tale of the Sun and Moon)
9. «Сокрытие Валинора» (англ. The Hiding of Valinor)
10. «Рассказ Гильфанона: страдания нолдоли и приход людей» (англ. Gilfanon's Tale: The Travail of the Noldoli and the Coming of Mankind)

## Книга 2
1. «Сказание о Тинувиэль» (англ. The Tale of Tinúviel) — первая версия истории Берена и Лутиэн
2. «Турамбар и Фоалокэ» (англ. Turambar and the Foalókë) — первая версия саги о Турине Турамбаре
3. «Падение Гондолина» (англ. The Fall of Gondolin) — полное изложение падения Гондолина
4. «Науглафринг» (англ. The Nauglafring) — «утраченная» история об ожерелье гномов, впоследствии названном Наугламир
5. «Сказание об Эарэндэле» (англ. The Tale of Eärendel) — единственное полное изложение путешествия Эарендиля
6. «История Эриола, или Эльфвине, и окончание сказаний» (англ. The History of Eriol or Ælfwine and the End of the Tales) — эссе об изменении в сюжете и «ненаписанных» сказаниях

## Значение надписи на первой странице
На первой странице каждого тома «Истории Средиземья» можно видеть надпись рунами Феанора (Тенгвар — алфавит, придуманный Толкином для Высоких эльфов), написанную Кристофером Толкином и кратко объясняющую содержание книги. В томе 1 надпись гласит: 

Это первая часть Книги утраченных сказаний эльфов, которые Эриол Мореплаватель узнал от эльфов Тол Эрессеа, Одинокого Острова в западном океане, и впоследствии записал в Золотую Книгу Тавробеля. В этой книге излагаются сказания о Валиноре, от музыки Айнур до изгнания Нолдоли и сокрытия Валинора.
Надпись во втором томе  гласит: 

Это вторая часть Книги утраченных сказаний эльфов, которые Эриол Мореплаватель узнал от эльфов Тол Эрессеа, Одинокого Острова в западном океане, и впоследствии записал в Золотую Книгу Тавробеля. В этой книге излагаются сказания о Берене и Тинувиэль, о падении Гондолина и об Ожерелье Гномов.

## Влияние скандинавской мифологии
Том Шиппи отмечает в рассказах «Книги утраченных сказаний» сильное сходство с образами скандинавской мифологии:

И действительно, значительная часть «Книги Утраченных Сказаний» – это очевидные заимствования из скандинавской мифологии, более или менее англизированные. Пленение Мелкора напоминает о том, как боги Асгарта пленили и связали Локи; в том же самом отрывке Вала/ра/ Тулкаса дразнят примерно так же, как дразнили Трора в скандинавской поэме «Тримсквита». Три пряхи, хотя имена их – древнеанглийские слова, обозначающие время, сильно напоминают скандинавских норн, которых звали Уртр, Вертанди и Скульд (или Прошлое, Настоящее, Будущее); драконье сердце, проклятие гнома и гномье ожерелье из «Книги Утраченных Сказаний-2» – все имеют очевидные аналогии в «Эддах». Однако опять-таки все эти параллели только показывают, как трудно создать «мифологию для Англии» на чисто английском материале! 